# La Cour de Célimène

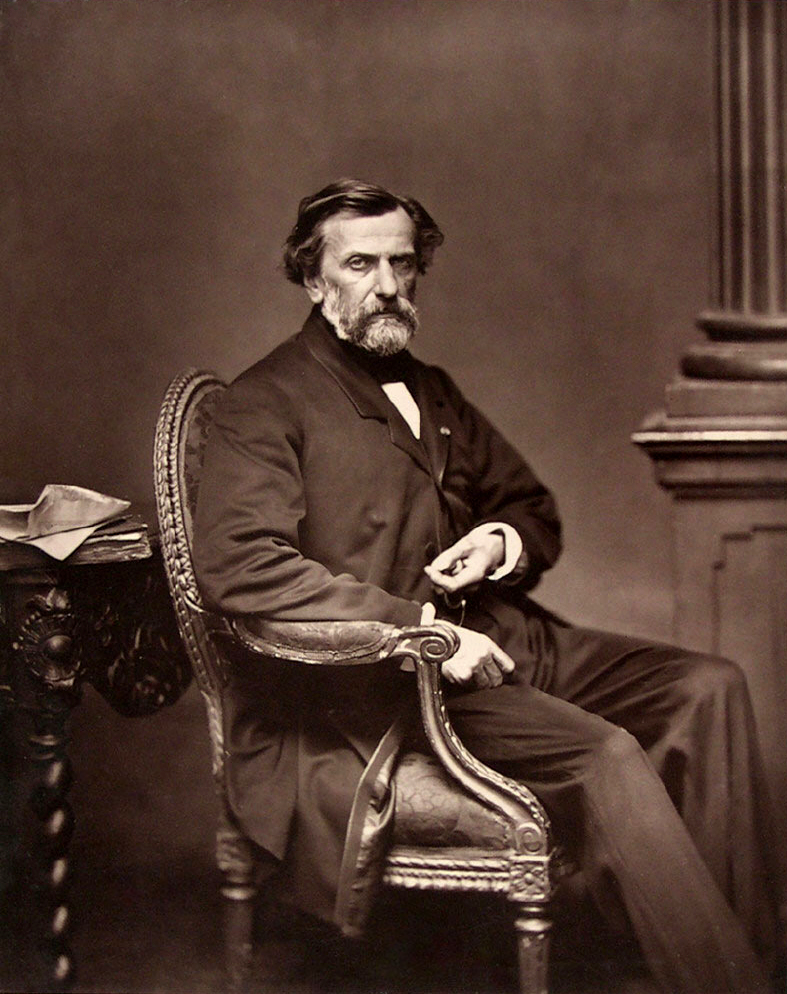
Ambroise Thomas

La Cour de Célimène (Célimènes uppvaktning), även känd som Les Douze (De tolv) är en opéra comique i två akter med musik av Ambroise Thomas och libretto av Joseph-Bernard Rosier (1804–1880). Huvudkaraktären, grevinnan, är inte namngiven men hennes smeknamn i operan, Célimène, syftar på karaktären i Molières drama Misantropen som har ett stort antal uppvaktare.

## Uppförandehistorik
Premiären ägde rum på Opéra-Comique den 11 april 1855 och framfördes 19 gånger, men låg därefter ospelad fram tills en inspelning av Opera Rara släpptes 2008.  
Operan återvände till scenen för första gången på nästan hundrafemtio år den 21 oktober 2011, då den invigde 60:e säsongen av Wexford Festival Opera.

## Personer
| Roller                                                                | Röstläge | Premiärbesättning 11 april 1855 (Dirigent: )    |
| --------------------------------------------------------------------- | -------- | ----------------------------------------------- |
| La Comtesse, en änka                                                  | sopran   | Marie Caroline Miolan-Carvalho                  |
| La Baronne, hennes syster, också änka                                 | sopran   | Pauline-Désirée Dejon (Paolina Colson-Marchand) |
| Le Commandeur de Beaupré                                              | bas      | Charles Battaille                               |
| The Chevalier de Mérac, en av grevinnans uppvaktare                   | tenor    | Pierre-Marius-Victor Jourdan                    |
| Bretonne, grevinnans kammarjungfru/förtrogna                          | sopran   |                                                 |
| Fyra tonåriga uppvaktare, fyra unga uppvaktare, fyra gamla uppvaktare |          |                                                 |

## Inspelningar
Thomas: La Cour de Célimène, Philharmonia Orchestra, Geoffrey Mitchell Choir
- Dirigent: Andrew Litton
- Soloister: Laura Claycomb (La Comtesse), Joan Rodgers (La Baronne), Alastair Miles (Le Commandeur), Sébastien Droy (Le Chevalier), Nicole Tibbels (Bretonne)
- Inspelningsdatum: Juli 2007
- Skivmärke: Opera Rara, ORC37 (2 CDs)